# A Louca de Chaillot
The Madwoman of Chaillot (bra/prt: A Louca de Chaillot) é um filme britano-estadunidensede 1969, do gênero comédia dramática, dirigido por Bryan Forbes, com roteiro de Edward Anhalt e Maurice Valency baseado na peça teatral La Folle de Chaillot, de Jean Giraudoux.

## Sinopse
Quatro homens descobrem petróleo em Paris e decidem destruir a cidade para extraí-lo, mas a condessa Aurélia, "a Louca de Chaillot", reúne seus amigos para tentar impedi-los.

## Elenco
- Katharine Hepburn ... condessa Aurélia
- Paul Henreid ... general
- Oskar Homolka ... comissário
- Yul Brynner ... presidente